# Denis Zacharov
Denis Sergeevič Zacharov (in russo Денис Сергеевич Захаров?; Belgorod, 6 agosto 1993) è un cestista russo.

## Carriera
Con la Russia ha disputato le Universiadi di Gwangju 2015.

## Palmarès
- VTB United League: 1

Zenit San Pietroburgo: 2021-2022
- Coppa di Russia: 1

Zenit San Pietroburgo: 2023-2024
- Supercoppa VTB United League: 2

Zenit San Pietroburgo: 2022, 2023